# Ligne de Bram à Belvèze
La ligne de Bram à Belvèze est une ancienne ligne ferroviaire française, longue de 15,6 kilomètres, établie dans le département de l'Aude. Elle a été mise en service par la Compagnie des chemins de fer du Midi et du Canal latéral à la Garonne en 1898 et a été définitivement fermée en 1973. Elle se greffait sur la ligne de Bordeaux-Saint-Jean à Sète-Ville en gare de Bram.
Elle constituait la ligne 675 000 du réseau ferré national.

## Historique
La loi du 17 juillet 1879 portant classement de 181 lignes de chemin de fer dans le réseau des chemins de fer d’intérêt général retient en n° 164, une ligne de « Lavelanet (Ariège) à la ligne de Castelnaudary à Carcassonne » dont la section de Bram à Belvèze constitue l'amorce. Cette ligne a été déclarée d'utilité publique le 23 août 1881. La ligne de Bram à Lavelanet est concédée à la Compagnie des chemins de fer du Midi et du Canal latéral à la Garonne par une convention signée le 9 juin 1883 entre le ministre des Travaux publics et la compagnie. Cette convention est approuvée par une loi le 20 novembre suivant.
Sa construction débute en 1892 et elle est ouverte le 1er janvier 1898.
L'histoire de cette ligne de chemin de fer est liée à deux autres lignes se trouvant aussi dans le massif du Plantaurel et le plateau du Razès. Il s'agit de la ligne de Pamiers à Limoux et de la ligne de Moulin-Neuf à Lavelanet. En effet le projet initial, élaboré à l'échelle des deux départements vers 1870 proposait avant tout une liaison Bram–Pamiers avec une antenne Mirepoix–Lavelanet ; mais il fut ensuite repris dans le cadre des conventions Freycinet où les deux lignes apparurent sous les numéros de projet 563 (Limoux–Pamiers) et 564 (Bram–Lavelanet).
En embranchement à Bram sur la grande artère Bordeaux–Sète, la ligne Bram–Lavelanet répondait à des nécessités commerciales en offrant un débouché à la production du pays d'Olmes et de la haute vallée de l'Hers (bois, textile, peignes en corne, chapellerie...). Par contre la transversale Limoux–Pamiers qui reliait directement les deux lignes des vallées de l'Aude (Quillan–Carcassonne) et de l'Ariège (Foix–Toulouse) était avant tout d'intérêt stratégique en permettant un itinéraire d'évitement de Toulouse.
Mais la réalité de l'exploitation ferroviaire fut tout autre : aucun train direct ne circula entre Limoux et Pamiers. Aussi peut-on parler d'une ligne (Bram–Lavelanet) et de deux antennes (Belvèze–Limoux et Moulin Neuf –Pamiers). À noter qu'au niveau du réseau ferré national, la numérotation des lignes est encore différente,il y a trois lignes : la ligne de Bram à Belvèze-du-Razès (675 000), la ligne de Pamiers à Limoux (673 000), la ligne de Moulin-Neuf à Lavelanet (674 000).
Ces lignes furent inscrites en 1933 à la seconde phase du programme d'électrification des lignes Midi du Languedoc, ce projet ne connut pas de suite.

### Déclassement
La ligne a été déclassée le 24 février 1975 du point kilométrique (PK) 328,962 au PK 342,707 et est aujourd'hui déposée sur la partie déclassée.

## Infrastructure
La voie unique prend naissance à Bram, gare sur l’artère principale Bordeaux - Sète et point de départ de deux antennes à voie métrique des Tramways de l'Aude (TA) se dirigeant vers St.Denis et Fanjeaux. Le tracé s’élève en rampe constante de 4 à 11 mm/m sur le plateau du Razès, recoupant de multiples ruisseaux par des ouvrages de faible portée dont le pont de 15 m sur le Sou.

## Exploitation

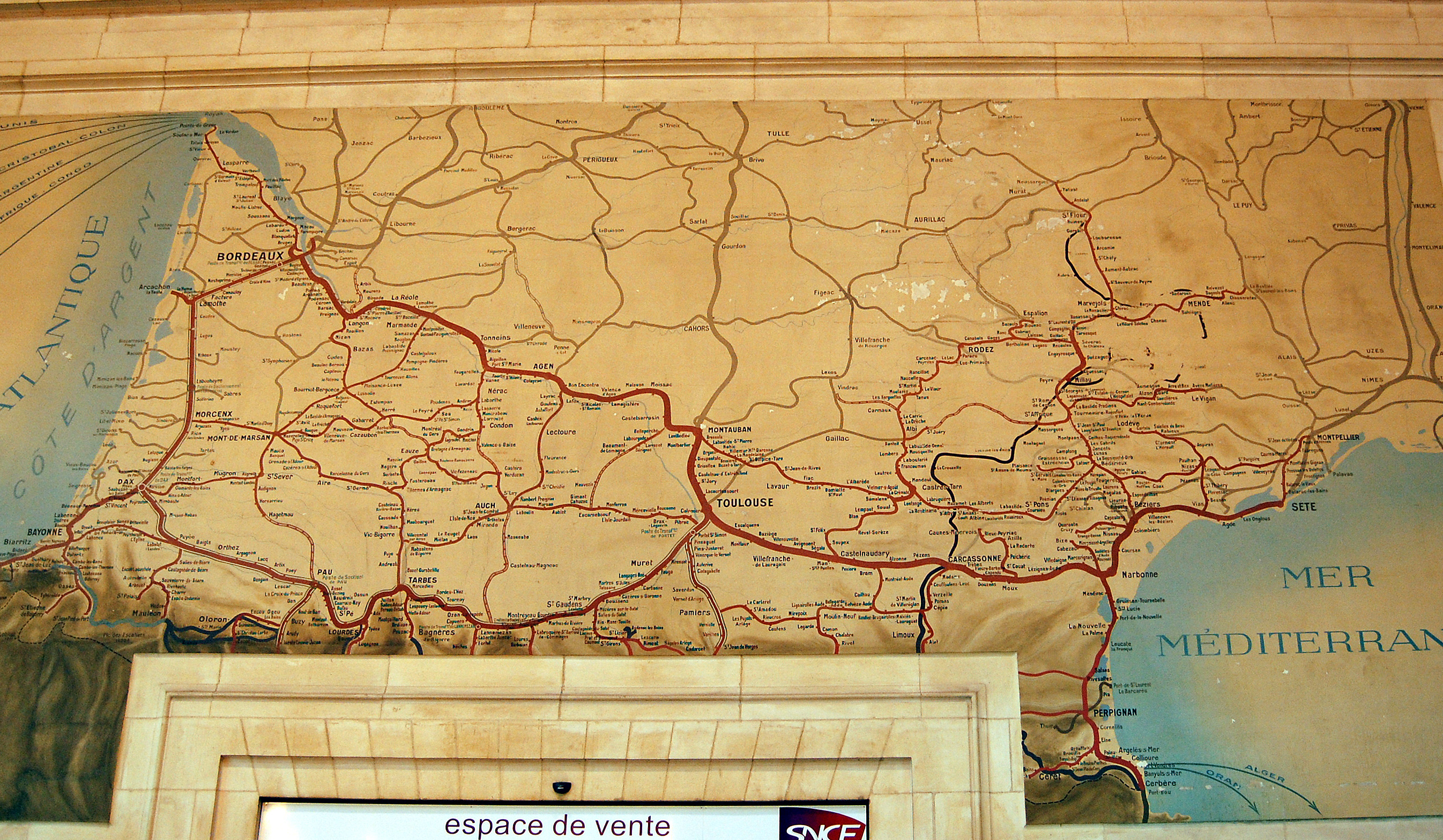
Tracé de la ligne visible sur le plan situé dans la gare de Bordeaux.

L'exploitation de la ligne débuta le 1er janvier 1898, le service voyageur fut fermé en 1939. Du 5 mai 1941 au 6 mai 1946 a eu lieu réouverture temporaire aux voyageurs avec des trains reliant Bram à Lavelanet et desservant Mirepoix, la pénurie de transports routiers conduisant à ajouter une voiture au train de marchandises. Le service marchandise a cessé en 1973 en même temps que la ligne. La voie a été déposée peu de temps après.

### Machines et circulation  des trains
Au tout début, les lignes du Plantaurel et du Razès étaient parcourus par des trains omnibus et mixtes, ces derniers étaient remorqués par des locomotrices types 030, 130, 040 et Engerth 032T. Ces locomotives étaient alors basées dans les dépôts de Carcassonne et Foix. De nouvelles locomotives des 140 des séries 4000 et 4100 (ces dernières de construction américaine Alco) firent leur apparition pour desservir ces lignes dans les années 1930.
Le secours s’il était nécessaire, aurait été demandé à la gare de Bram, qui aurait adressé une demande rédigée en conséquence à celle de Castelnaudary.
En 1924 six trains (trois dans chaque sens) parcouraient la ligne en reliant Bram à Lavelanet et quatre trains (deux dans chaque sens) reliaient Bram à Mirepoix ou Pamiers.

### Vitesses limites
En mai 1930 les vitesses limites que les trains ne devaient pas dépasser sont exposées dans le tableau suivant.
| Sections de la ligne      | Vitesse limites (km/h) | Vitesse limites (km/h) | Vitesse limites (km/h) |
| Sections de la ligne      | Trains de voyageurs    | Trains mixtes          | Trains de marchandises |
| ------------------------- | ---------------------- | ---------------------- | ---------------------- |
| Bram au PK 327.500        | 85                     | 65 ou 60               | 50                     |
| PK 327.500 au PK 327.700  | 30                     | 30                     | 30                     |
| PK 327.700 à Belvèze-Aude | 85                     | 65 ou 60               | 50                     |

### Horaires de 1924
| 14 BRAM A LAVELANET      | 14 BRAM A LAVELANET       | 14 BRAM A LAVELANET       | 14 BRAM A LAVELANET       | 14 BRAM A LAVELANET         | 14 BRAM A LAVELANET         | 14 BRAM A LAVELANET         | 14 BRAM A LAVELANET         | 14 BRAM A LAVELANET | 14 BRAM A LAVELANET | 14 BRAM A LAVELANET       | 14 BRAM A LAVELANET       | 14 BRAM A LAVELANET       | 14 BRAM A LAVELANET         | 14 BRAM A LAVELANET         | 14 BRAM A LAVELANET       | 14 BRAM A LAVELANET       |
| Dist.                    | STATIONS                  | STATIONS                  | 3921 MIXTE 1re.2e.3e.     | 979 T.L. MIXTE 1re.2e.3e.   | 3923 MIXTE 1re.2e.3e.       | 975 T.L. OMNIBUS 1re.2e.3e. | 3925 T.L OMNIBUS 1re.2e.3e. |                     | Dist.               | STATIONS                  | STATIONS                  | 3920 OMNIBUS 1re.2e.3e.   | 970 T.L OMNIBUS 1re.2e.3e.  | 3922 T.L MIXTE 1re.2e.3e.   | 978 T.L MIXTE 1re.2e.3e.  | 3924 MIXTE 1re.2e.3e.     |
| ------------------------ | ------------------------- | ------------------------- | ------------------------- | --------------------------- | --------------------------- | --------------------------- | --------------------------- | ------------------- | ------------------- | ------------------------- | ------------------------- | ------------------------- | --------------------------- | --------------------------- | ------------------------- | ------------------------- |
| 0                        | Bram                      | dép                       | 7 53                      | 10 03                       | 15 07                       | 16 07                       | 20 08                       |                     | 0                   | Lavelanet                 | dép                       | 5 27                      | Départ Pamiers              | 11 43                       | Départ Mirepoix           | 15 16                     |
| 7                        | Montréal-Aude             | Montréal-Aude             | 8 03                      | 10 13                       | 15 17                       | 16 17                       | 20 18                       |                     | 4                   | Laroque d'Olmes           | Laroque d'Olmes           | 5 33                      | Départ Pamiers              | 11 50                       | Départ Mirepoix           | 15 23                     |
| 12                       | Cailhau                   | Cailhau                   | 8 12                      | 10 22                       | 15 26                       | 16 25                       | 20 26                       |                     | 7                   | Le Peyrat-La Bastide      | Le Peyrat-La Bastide      | 5 41                      | Départ Pamiers              | 11 58                       | Départ Mirepoix           | 15 32                     |
| 16                       | Belvèze-Aude              | arr                       | 8 18                      | 10 28                       | 15 32                       | 16 31                       | 20 32                       |                     | 11                  | Ste-Colombe-sur-l'Hers    | Ste-Colombe-sur-l'Hers    | 5 48                      | Départ Pamiers              | 12 05                       | Départ Mirepoix           | 15 39                     |
| 16                       | Belvèze-Aude              | dép                       | 8 30                      | 10 32                       | 15 37                       | 16 37                       | 20 34                       |                     | 11                  | Ste-Colombe-sur-l'Hers    | Ste-Colombe-sur-l'Hers    | 5 48                      | Départ Pamiers              | 12 05                       | Départ Mirepoix           | 15 39                     |
| 22                       | Bellegarde-Aude           | Bellegarde-Aude           | 8 42                      | 10 44                       | 15 49                       | 16 52                       | 20 43                       |                     | 14                  | Rivel-Montbel             | Rivel-Montbel             | 5 55                      | Départ Pamiers              | 12 12                       | Départ Mirepoix           | 15 46                     |
| 27                       | Lignairolles-Aude (halte) | Lignairolles-Aude (halte) | 8 53                      | 10 55                       | 16 00                       | 17 00                       | 20 51                       |                     | 18                  | Chalabre                  | Chalabre                  | 6 05                      | Départ Pamiers              | 12 21                       | Départ Mirepoix           | 15 55                     |
| 31                       | Moulin-Neuf               | arr                       | 9 00                      | 11 02                       | 16 07                       | 17 06                       | 20 57                       |                     | 24                  | Camon                     | Camon                     | 6 14                      | Départ Pamiers              | 12 30                       | Départ Mirepoix           | 16 04                     |
| 31                       | Moulin-Neuf               | dép                       | 9 08                      | 11 11                       | 16 23                       | 17 30                       | 21 10                       |                     | 28                  | Lagarde                   | Lagarde                   | 6 21                      | Départ Pamiers              | 12 37                       | Départ Mirepoix           | 16 11                     |
| 35                       | Lagarde                   | Lagarde                   | 9 16                      | Vers Mirepoix               | 16 31                       | Vers Pamiers                | 21 18                       |                     | 32                  | Moulin-Neuf               | arr                       | 6 28                      | 7 51                        | 12 44                       | 15 48                     | 16 18                     |
| 39                       | Camon                     | Camon                     | 9 23                      | Vers Mirepoix               | 16 38                       | Vers Pamiers                | 21 25                       |                     | 32                  | Moulin-Neuf               | dép                       | 6 31                      | 8 00                        | 12 54                       | 16 10                     | 16 35                     |
| 45                       | Chalabre                  | Chalabre                  | 9 35                      | Vers Mirepoix               | 16 50                       | Vers Pamiers                | 21 37                       |                     | 36                  | Lignairolles-Aude (halte) | Lignairolles-Aude (halte) | 6 38                      | 8 07                        | 13 01                       | 16 17                     | 16 42                     |
| 49                       | Rivel-Montbel             | Rivel-Montbel             | 9 42                      | Vers Mirepoix               | 16 57                       | Vers Pamiers                | 21 44                       |                     | 41                  | Bellegarde-Aude           | Bellegarde-Aude           | 6 46                      | 8 15                        | 13 10                       | 16 27                     | 16 51                     |
| 52                       | Ste-Colombe-sur-l'Hers    | Ste-Colombe-sur-l'Hers    | 9 49                      | Vers Mirepoix               | 17 04                       | Vers Pamiers                | 21 51                       |                     | 47                  | Belvèze-Aude              | arr                       | 6 53                      | 8 23                        | 13 18                       | 16 36                     | 16 59                     |
| 52                       | Ste-Colombe-sur-l'Hers    | Ste-Colombe-sur-l'Hers    | 9 49                      | Vers Mirepoix               | 17 04                       | Vers Pamiers                | 21 51                       | dép                 | 47                  | Belvèze-Aude              | 6 55                      | 8 34                      | 13 24                       | 16 41                       | 17 04                     |                           |
| 56                       | Le Peyrat-La Bastide      | Le Peyrat-La Bastide      | 9 56                      | Vers Mirepoix               | 17 13                       | Vers Pamiers                | 21 59                       |                     | 51                  | Cailhau                   | Cailhau                   | 7 01                      | 8 40                        | 13 30                       | 16 50                     | 17 10                     |
| 59                       | Laroque d'Olmes           | Laroque d'Olmes           | 10 03                     | Vers Mirepoix               | 17 20                       | Vers Pamiers                | 22 05                       |                     | 56                  | Montréal-Aude             | Montréal-Aude             | 7 09                      | 8 48                        | 13 39                       | 16 59                     | 17 19                     |
| 63                       | Lavelanet                 | arr                       | 10 10                     | Vers Mirepoix               | 17 27                       | Vers Pamiers                | 22 10                       |                     | 63                  | Bram                      | arr                       | 7 17                      | 8 57                        | 13 48                       | 17 09                     | 17 28                     |
|                          |                           |                           |                           |                             |                             |                             |                             |                     |                     |                           |                           |                           |                             |                             |                           |                           |
| 15 BELVEZE-AUDE A LIMOUX |                           |                           |                           |                             |                             |                             |                             |                     |                     |                           |                           |                           |                             |                             |                           |                           |
| Dist.                    | STATIONS                  | STATIONS                  | STATIONS                  | 3941 T.L. MIXTE 1re.2e.3e.  | 3941 T.L. MIXTE 1re.2e.3e.  | 3943 T.L. MIXTE 1re.2e.3e.  | 3945 T.L. MIXTE 1re.2e.3e.  |                     | Dist.               | STATIONS                  | STATIONS                  | STATIONS                  | 3940 T.L. MIXTE 1re.2e.3e.  | 3942 T.L OMNIBUS 1re.2e.3e. | 3944 T.L MIXTE 1re.2e.3e. | 3944 T.L MIXTE 1re.2e.3e. |
| 0                        | Belvèze-Aude              | Belvèze-Aude              | dép                       | 8 40                        | 8 40                        | 17 26                       | 20 40                       |                     | 0                   | Limoux                    | Limoux                    | dép                       | 7 36                        | 15 55                       | 19 35                     | 19 35                     |
| 6                        | Routier-Brugairolles      | Routier-Brugairolles      | Routier-Brugairolles      | 9 02                        | 9 02                        | 17 48                       | 20 51                       |                     | 6                   | St-Martin-de-Villeréglan  | St-Martin-de-Villeréglan  | St-Martin-de-Villeréglan  | 7 52                        | 16 04                       | 19 45                     | 19 45                     |
| 9                        | Malviès-Lauraguel (halte) | Malviès-Lauraguel (halte) | Malviès-Lauraguel (halte) | 9 09                        | 9 09                        | 17 55                       | 20 58                       |                     | 8                   | Malviès-Lauraguel (halte) | Malviès-Lauraguel (halte) | Malviès-Lauraguel (halte) | 7 58                        | 16 09                       | 19 51                     | 19 51                     |
| 11                       | St-Martin-de-Villeréglan  | St-Martin-de-Villeréglan  | St-Martin-de-Villeréglan  | 9 21                        | 9 21                        | 18 07                       | 21 04                       |                     | 11                  | Routier-Brugairolles      | Routier-Brugairolles      | Routier-Brugairolles      | 8 15                        | 16 14                       | 19 57                     | 19 57                     |
| 17                       | Limoux                    | Limoux                    | arr                       | 9 33                        | 9 33                        | 18 19                       | 21 16                       |                     | 17                  | Belvèze-Aude              | Belvèze-Aude              | arr                       | 8 24                        | 16 22                       | 20 06                     | 20 06                     |
|                          |                           |                           |                           |                             |                             |                             |                             |                     |                     |                           |                           |                           |                             |                             |                           |                           |
| 16 MOULIN-NEUF A PAMIERS |                           |                           |                           |                             |                             |                             |                             |                     |                     |                           |                           |                           |                             |                             |                           |                           |
| Dist.                    | STATIONS                  | STATIONS                  | STATIONS                  | 971 T.L. OMNIBUS 1re.2e.3e. | 973 T.L. OMNIBUS 1re.2e.3e. | 979 T.L. MIXTE 1re.2e.3e.   | 975 MIXTE 1re.2e.3e.        |                     | Dist.               | STATIONS                  | STATIONS                  | STATIONS                  | 970 T.L. OMNIBUS 1re.2e.3e. | 978 T.L MIXTE 1re.2e.3e.    | 974 MIXTE 1re.2e.3e.      | 976 T.L. MIXTE 1re.2e.3e. |
| 0                        | Moulin-Neuf               | Moulin-Neuf               | dép                       | 5 36                        | 9 10                        | 11 11                       | 17 30                       |                     | 0                   | Pamiers                   | Pamiers                   | dép                       | 6 55                        | Départ Mirepoix             | 14 50                     | 20 10                     |
| 7                        | Mirepoix                  | Mirepoix                  | Mirepoix                  | 5 50                        | 9 23                        | 11 21                       | 17 55                       |                     | 8                   | Le Carlaret               | Le Carlaret               | Le Carlaret               | 7 05                        | Départ Mirepoix             | 15 04                     | 20 20                     |
| 12                       | Coutens (halte)           | Coutens (halte)           | Coutens (halte)           | nd                          | 9 30                        | Terminus Mirepoix           | 18 03                       |                     | 11                  | St-Amadou (halte)         | St-Amadou (halte)         | St-Amadou (halte)         | 7 12                        | Départ Mirepoix             | 15 11                     | 20 26                     |
| 16                       | Rieucros                  | Rieucros                  | Rieucros                  | 6 01                        | 9 37                        | Terminus Mirepoix           | 18 15                       |                     | 14                  | Les Pujols-Ariège         | Les Pujols-Ariège         | Les Pujols-Ariège         | 7 17                        | Départ Mirepoix             | 15 20                     | 20 3                      |
| 19                       | Les Pujols-Ariège         | Les Pujols-Ariège         | Les Pujols-Ariège         | 6 08                        | 9 44                        | Terminus Mirepoix           | 18 29                       |                     | 17                  | Rieucros                  | Rieucros                  | Rieucros                  | 7 24                        | Départ Mirepoix             | 15 32                     | 20 38                     |
| 22                       | St-Amadou (halte)         | St-Amadou (halte)         | St-Amadou (halte)         | 6 13                        | 9 49                        | Terminus Mirepoix           | 18 35                       |                     | 21                  | Coutens (halte)           | Coutens (halte)           | Coutens (halte)           | 7 31                        | Départ Mirepoix             | 15 40                     | 20 45                     |
| 25                       | Le Carlaret               | Le Carlaret               | Le Carlaret               | 6 19                        | 9 55                        | Terminus Mirepoix           | 18 49                       |                     | 26                  | Mirepoix                  | Mirepoix                  | Mirepoix                  | 7 42                        | 15 38                       | 15 59                     | 20 52                     |
| 33                       | Pamiers                   | Pamiers                   | arr                       | 6 29                        | 10 05                       | Terminus Mirepoix           | 19 00                       |                     | 33                  | Moulin-Neuf               | Moulin-Neuf               | arr                       | 7 51                        | 15 48                       | 16 13                     | 21 00                     |

nd = non desservi

## État actuel
Une voie verte est aménagée  sur la plateforme de l'ancienne voie ferrée reliée à la voie verte vers Moulin-Neuf et Lavelanet.